# Massaggio prostatico

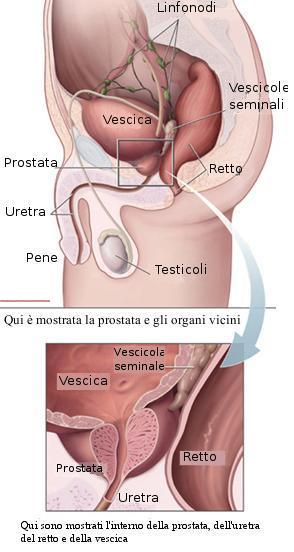
Posizione della prostata

Il massaggio prostatico è una pratica medica utilizzata in urologia, consistente nella stimolazione della prostata con lo scopo di provocare lo svuotamento del liquido prostatico residuo, oltre allo scopo diagnostico per le prostatiti di origine batterica.

## Utilizzo
Viene realizzato per via rettale o per via perineale, per la diagnosi delle prostatiti batteriche, in particolare quelle croniche.
Come effetto collaterale la stimolazione prostatica può aumentare la concentrazione plasmatica dell'antigene prostatico specifico, diminuendo la sensibilità della sua rilevazione clinica a scopo diagnostico e prognostico. Il massaggio può, seppur raramente, provocare emorragie.
È utilizzato anche come prevenzione ed è in questo caso nota come "mungitura della prostata" (dall'inglese prostate milking) o postillonage. Il massaggio prostatico come pratica trova le sue radici in Giappone. Qui veniva praticato dalle mogli per migliorare la salute sessuale del partner: era stato notato infatti che una pratica regolare del massaggio alla prostata riduceva notevolmente la sterilità maschile, ma anche la prostatite e l'ipertrofia prostatica perché il massaggio prostatico aiutava a drenare quei residui di sperma contenuti nella prostata e che possono essere causa di disturbi.  La mungitura  della prostata  può notevolmente migliorare l'iperplasia prostatica benigna.

## Tecnica
Il massaggio può avvenire sia in modo indiretto, premendo al centro del perineo (la zona compresa tra i testicoli e l'ano), che in modo diretto, introducendo nell'ano, per circa 5 cm, parte della mano o altri oggetti (preferibilmente lubrificati per evitare abrasioni).
L'individuazione della prostata è semplice giacché in seguito all'eccitazione o stimolazione l'afflusso di sangue la ingrossa e la indurisce.

## Punto L
Il punto L se stimolato provoca sensazioni sessuali estremamente piacevoli fino all'orgasmo. La stimolazione del punto L ha a che fare con il massaggio prostatico o milking. La stimolazione può avvenire sia esternamente tramite pressione del perineo che internamente tramite la penetrazione, fino a circa 4-5 cm dall'ano. Si ritiene che tramite stimolazione prostatica il maschio possa raggiungere un orgasmo di intensità e durata maggiori rispetto a quello provocato dalla sola stimolazione di glande e asta del pene. Molti maschi eterosessuali sono spesso riluttanti ad ammettere di sfruttare queste pratiche a causa di condizionamenti e pregiudizi culturali che le associano all'omosessualità, cosa non vera poiché l'anatomia ed i recettori nervosi del maschio sono i medesimi indipendentemente dal proprio orientamento sessuale e dal sesso dell'eventuale partner.